# Odette Hallowes
Odette Hallowes, celým rodným jménem Odette Marie Céline Brailly, známá také pod příjmením Sansom a Churchill, byla britská špiónka a vězeňkyně v období 2. světové války. Narodila se 28. dubna 1912 v francouzském Amiens a zemřela 13. března 1995 v anglickém Walton-on-Thames, Elmbridge. Byla známá pod krycím kódem Lisa.

## Stručný životopis
Odette Marie Léonie Céline Brailly se narodila v Amiensu ve Francii jako  dcera Emmy Rose Marie Yvonne rozené Quennehenové a Florentina Désiré Eugèna  Brailly, bankovního manažera, který byla zabit ve Verdunu krátce před ukončením první světové války v roce 1918 a posmrtně vyznamenán Válečným křížem a medailí za hrdinství. 
Odette měla jednoho bratra. V dětství onemocněla vážnou nemocí, která ji na tři a půl roku oslepila, a také dětskou obrnou, která ji na několik měsíců upoutala na lůžko. S osudem se statečně vyrovnávala také díky klášterní škole, jíž navštěvovala.
V Boulogne-sur-Mer ve Francii se seznámila s Angličanem Royem Patrickem Sansomem (1911–1957), v roce 1931 se za něj provdala a přestěhovali se do Velké Británie. 
Během 2. světové války, na jaře 1942 britská admiralita sháněla pohlednice a rodinné fotografie pořízené na francouzském pobřeží pro možné válečné použití. Odette na výzvu zareagovala a to jí nakonec přivedlo do oddělení Special Operations Executive (SOE) britské zpravodajské služby MI6. Praktickou výzvědnou službu v okupované rodné Francii zahájila 2. listopadu 1942, kde pracovala pod vedením skupiny, kterou vedl kapitán Peter Morland Churchill (1909–1972), jež se později stal jejím manželem. V lednu 1943, aby se vyhnuli zatčení, se Odette, Petr Churchil a jejich spolupracovník Adolphe Rabinovitch přesunuli do blízkosti města Annecy v departementu Horní Savojsko v Auvergne-Rhône-Alpes. Dne 16. dubna 1943 byli Odette a Petr Churchill zatčení skupinou, kterou vedl lovec špiónů Hugo Bleicher. Byla vězněna, brutálně mučena a 14× vyslýchána. Zbytek války strávila uvězněna v koncentračním táboře Ravensbrück. Později byly Odettiny válečné zkušenosti, odvaha, nezlomnost při brutálním výslechu a věznění, zaznamenány v knihách a filmech, které z ní učinily jednoho z nejslavnějších členů SOE. Byla také jedním z mála členů SOE, kdo přežil nacistické uvěznění. Vydávala také svědectví v poválečných soudech. V roce 1946 se rozvedla a v roce 1947 se provdala za Petera Churchilla. V roce 1955 se podruhé rozvedla a v roce 1956 se provdala za Geoffreye MacLeod Hallowese (1918–2006), který byl bývalým důstojníkem SOE. Za svou válečnou činnost byla vyznamenána ve Spojeném království a ve Francii.

## Galerie

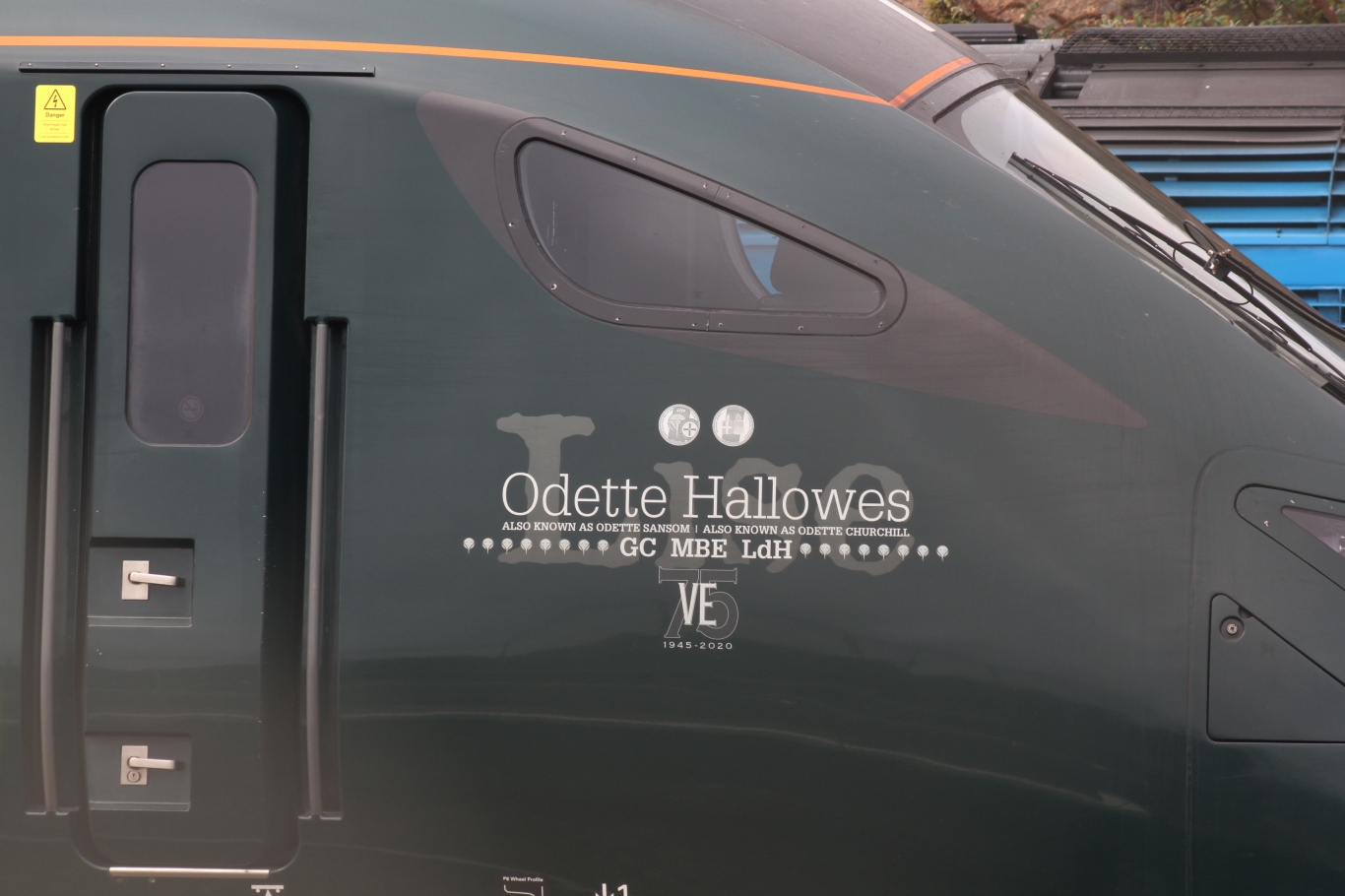

## Další informace
Po Odette je pojmenován také vlak.